# ICL VME
ICL VME (англ. International Computers Limited Virtual Machine Environment) — операційна система для мейнфреймів, розроблена в 1970-х роках компанією International Computers Limited у Великій Британії.

## Передумови створення
VME розроблялася для машин компанії International Computers Limited серій 2900 і 39 з початку 1970-х. При розробці використовувався дизайн згори-вниз, операційна система написана на високорівневій мові програмування діалекту Algol 68. Всього операційна система складається з 8 тисяч модулів, у її створенні брало участь більше 200 осіб.
ОС VME розглядалась як альтернатива ОС VM мейнфреймів IBM з EBCDIC кодуванням.